# Praina castra
Praina castra là một loài bướm đêm trong họ Noctuidae.